# Tursunoy Saidazimova
Tursunoy Saidazimova, född 1911, död 1928, var en uzbekisk skådespelare och sångare.  
Hon studerade teater under den sekulära uzbekiska kommunisten Hamza Hakimzade Niyazi i Moskva. Hon återvände sedan till Uzbekistan, där hon 1927 blev medlem i den sovjetiska operateatern. I enlighet med den sovjetiska kampanjen hujum som pågick då, som förespråkade kvinnors frigörelse, tog hon av sig slöjan, och blev den första kvinna som uppträdde obeslöjad på scen i Uzbekistan. Hon blev därför dödad i ett hedersmord av sin make på uppmaning av hans släktingar. 
Hon förklarades som en sovjetisk hjälte och besjöngs som martyr i en berömd dikt av Hamza Hakimzade Niyazi. 